# Sommernattens smil
Sommernattens smil er en svensk komediefilm fra 1955 skrevet og instrueret af Ingmar Bergman. Filmen vandt i 1957 Bodilprisen for bedste ikke-amerikanske film.

## Handling
Advokaten Frederik Egerman lever i et platonisk forhold til sin purunge hustru Anne. Han drømmer dog stadig om sin tidligere elskerinde, den forførende Désirée. Fredriks søn, Henrik, har et godt øje til den storflirtende tjenestepige Petra. Alle mødes de på Desirées mors gods, hvor forskellige erotiske konstellationer afprøves i den lyse sommernat.

## Medvirkende (i udvalg)
- Gunnar Björnstrand som Fredrik Egerman
- Ulla Jacobsson som Anne
- Björn Bjelfvenstam som Henrik Egerman
- Harriet Andersson som Petra
- Eva Dahlbeck som Désirée Armfeldt
- Naima Wifstrand som Désirées mor
- Jarl Kulle som Carl Magnus Malcolm
- Margit Carlqvist som Charlotte
- Åke Fridell som Frid
- Jullan Kindahl som Beata
- Gull Natorp som Malla
- Gunnar Nielsen som Niklas
- Yngve Nordwall som Ferdinand